# Fatimeh Behboudi
Fatimeh Behboudi (persky: فاطمه بهبودی; * 16. listopadu 1985, Teherán) je íránská fotožurnalistka a dokumentární fotografka. V roce 2015 získala cenu World Press Photo, v roce 2014 Pictures of the Year International. Je členkou Women Photograph. Fatimeh je první íránskou fotografkou, která vyhrála ocenění World Press Photo 2015. Známá je především díky svým projektům Mothers of Patience, The War is Still Alive, Life After shock a One Moment.

## Životopis
Behboudi se narodila v Teheránu během války v Íránu a Iráku. Celé dětství prožila pod vlivem války a jejích škod, což se stalo jejím nejdůležitějším zájmem ve fotografii. Behboudi se po svém dětství stráveném v kraji zmítaném válkou a konflikty prostřednictvím svého umění ptá, proč oběti války už nikdy nebudou stejným člověkem nebo se nebudou moci vrátit k jakékoli normálnosti. Tato děsivá hypotéza v kombinaci se smrtí její nejlepší kamarádky ji přiměla začít fotografovat.
Behboudi studovala fotografii v Uměleckém centru Teheránské univerzity (2005–2007) a profesionálně se věnovat fotografii začala v roce 2007. Pracovala pro několik íránských tiskových agentur, jako je Islámská republika News Agency, Fars News Agency, Tisková agentura Mehr, Borna, Isca News, Iqna, noviny Jam-e jam a Donya-e-Eqtesad. V dokumentární fotografii se zaměřuje především na oběti íránsko-irácké války, kulturu, náboženství a přírodní krize v Íránu. Kromě toho, že je Behboudi jednou z nejvýraznějších žurnalistických fotografek a konkrétně při pokrývání dopadů války na viktimizované země, je také velmi zapálená pro genderovou propast ve fotožurnalismu. V rozhovoru se Susan Tischendorfovou Behboudi uvedla, že „Největší problémy pro fotografky v Íránu jsou genderová diskriminace ve společnosti a v práci, malý počet misí, nízký příjem, nedostatek smluv, pojištění a vhodných příležitostí k fotografování. Behboudi měla do světa fotografie drobnou výhodu, protože její otec fotografii vystudoval a povzbuzoval ji, aby začala s výtvarným vzděláním. Ale mnoho žen nemá schopnosti ani možnosti prorazit v oboru a prosperovat. Ve dvaceti letech studovala fotografii na Teheránské univerzitě. Od roku 2007 začala Behboudi pracovat jako zpravodajská fotografka pro íránské tiskové agentury a zároveň působí jako umělkyně na volné noze.

### Dílo
Autorčin dlouhodobý fotografický projekt Mothers of Patience (Matky trpělivosti) začal v roce 2013. Příběh je o íránsko-irácké válce a matkách íránských vojáků, kteří během války přišli o své syny a těla nebyla nikdy nalezena. Více než 10 000 íránských vojáků bylo hlášeno za pohřešované v akci, aniž by byla identifikována mrtvola. Série ukazuje desítky íránských matek z různých měst, jejichž synové jsou v Íránu považováni za mučedníky. Behboudi se v tomto čtyřletém projektu intenzivně zabývala tématem války a dokumentovala každodenní život čtyřiceti matek padlých a pohřešovaných vojáků íránsko-irácké války v letech 1980-1988. Její dokumentární fotoprojekt Mothers of Patience byl vyhlášen finalistou na 12. ročníku Mezinárodního festivalu fotožurnalistiky Vilnius Photo Circle v Litvě. Tento příběh byl oceněn World Press Photo 2015a Pictures of the Year International 2014.
Autorčin projekt „Mourning for Hossein “, který je vidět v jejím portfoliu „Looking for Freedom“, také získal velkou pozornost, protože oslavuje hrdinu islámské kultury, Hosseina, vnuka velkého proroka Mohameda. Obrázky v tomto projektu zachycují posvátnou povahu Ashoura Day a tradici žen, které si zakrývají své tváře, aby truchlily pro mučedníka, chodily na 40 míst uctívání a zapalovaly svíčky a žádají Hosseina, aby tam pro ně byl v den vzkříšení. Behboudi zachytila snímky tohoto pokroku, aby demonstrovala vzpomínku na 1337 let starého hrdinu, který se rozhodl zemřít čestně, než aby se vzdal útlaku Yazida, který pak vládl Hosseinovým lidem.
V roce 2014 byla Behboudi uvedena v článku Time „Women in Photography: 34 Voices From Around the World“. V letech 2017 a 2018 byla uvedena v LensCulture „Female Photographers to watch“. V roce 2020 byla Behboudi vybrána pro podzimní semestr prostřednictvím mezinárodního programu Dánské školy médií a žurnalistiky v Dánsku. V roce 2020 ji charitativní organizace Hundred Heroines vybrala na seznam 50 Inspiring Women Photographers.

## Galerie

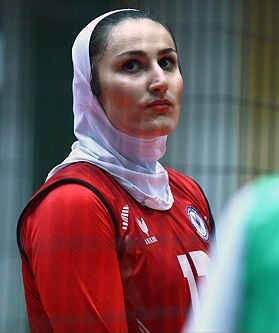
Safari Shekoufeh
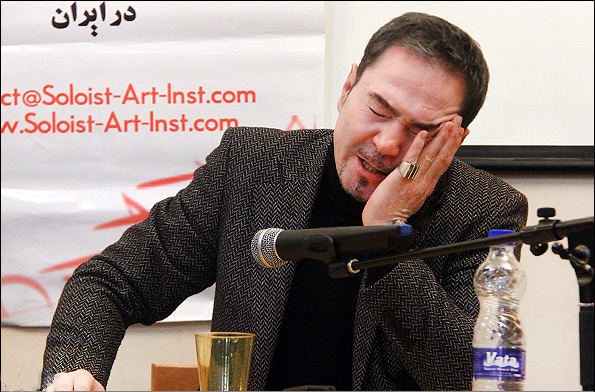
Khashayar Etemadi
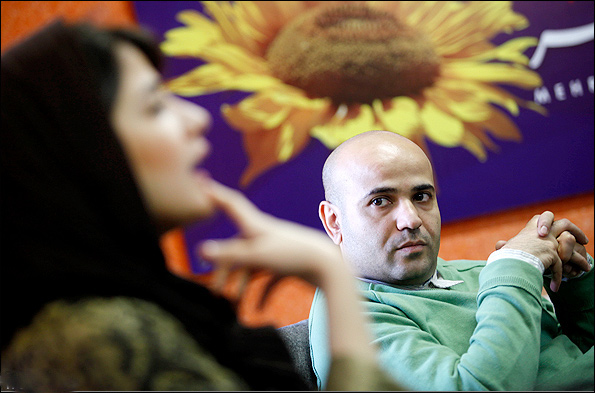
Saeed Changizian
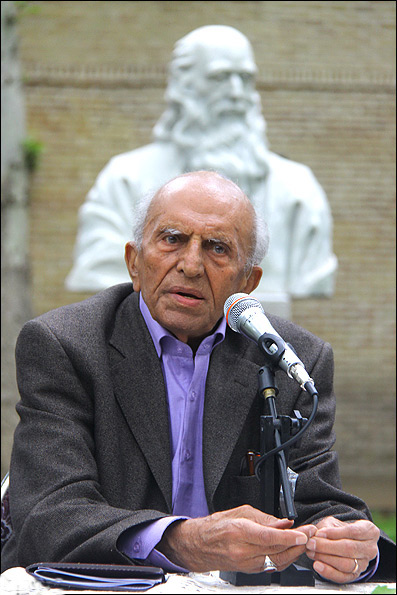
Mohammad Hassan Ganji

## Výstavy (výběr)
- 2014: Přehlídka asijských fotografek, Malajsie, 2014. Jedna z pěti vystavujících.[25][26]
- 2015: Mothers of Patience (Matky trpělivosti), Malajsie, samostatná výstava, Deitta Gallery, Yangon, Myanmar, 2015[27]
- 2015-2016: Eyes on Main Street: Wilson Outdoor Photo Festival, USA[28]
- 2018: Lumix foto festival mladých fotožurnalistů, Německo, 2018[29][30]
- 2018: Documentary Photography Now, skupinová výstava, Mills Pond Gallery, Saint James, NY, USA[31]
- 2022: Mezinárodní bienále ženské fotografie, Itálie[32][33][34]

## Ocenění
- Joop Swart Masterclass, World Press Photo, 2013[35][36]
- Pictures of the Year International (POYi), 2014[37]
- Cena World Press Photo, 2015[2]
- Finalistka soutěže Circle of Life 12. mezinárodního festivalu fotožurnalistiky Vilnius Photo Circle 2018, Litva[38]
- Finalistka, The 2019 Aftermath Grant, USA[39][40]